# CRISPR/Cas
Em biologia molecular, CRISPR/Cas é uma ferramenta de edição de genoma que consiste em dois componentes: uma transcrição do locus CRISPR que resulta em curtos fragmentos de RNA com capacidade de desempenhar o reconhecimento de um DNA exógeno específico e atua como um guia a um local particular no genoma, e uma proteína chamada Cas9 que corta o DNA nesse local.
Para efeitos de edição de gene, os cientistas podem controlar onde a proteína parte o genoma, inserir um novo gene no corte e juntá-lo novamente. A "faca" é uma proteína chamada Cas9 (A estrutura de cristal de S. pyogenes que, em 2012, os pesquisadores mostraram que poderiam usá-la como um bisturi para realizar microcirurgia em genes). Cientistas podem usar CRISPR/Cas9 não somente para agir como um par de tesouras moleculares para precisamente cortar ou editar seções específicas de DNA, mas, recentemente, começaram a manipular CRISPR/Cas9 variantes como instrumentos de regulação gênica, a fim de reversivelmente controlar genes ativados ou desativados Em 2017, cientistas descobriram novos tipos de sistemas CRISPR/Cas de imunidade bacteriana adaptativa. Os genes desses sistemas são bastante incomuns, e os sistemas CRISPR/Cas são diferentes dos estudados anteriormente. Os cientistas acreditam que todos os principais tipos de sistemas CRISPR/Cas foram classificados. Essa técnica permite que os pesquisadores pesquisem e substituam seções inteiras de filamentos de DNA, tudo sem quebras ou danos ao DNA doador. Com esse método, os pesquisadores esperam corrigir com precisão e eficiência até 89% das doenças genéticas causadoras de doenças conhecidas.
A metodologia CRISPR/Cas ofuscou rapidamente TALEN, ZFN, Gene Cutter BRCA1 e outras ferramentas de edição. Esta técnica de "edição" do genoma humano, em 2015, foi usada pela primeira vez para "cortar e colar" os genes de um tipo de células imunitárias chave envolvidas na proteção do organismo contra uma ampla gama de doenças, que vai de vírus como gripe ou ebola, diabetes, ectrodactilia, HIV a cancer.

## Motivo protospacer adjacente
Para que o sistema CRISPR/Cas9 funcione, uma proteína de defesa bacteriana com Cas9 procura um motivo protospacer adjacente (PAM) - que está presente no DNA viral, mas não no DNA bacteriano. O CRISPR/Cas9 foi aproveitado para editar o genoma humano, porque essas seqüências de PAM também são bastante comuns em nosso DNA; no entanto, genes que não estão próximos de um PAM não podem ser direcionados. Os bioquímicos projetaram variações de uma proteína Cas9 que não requer um PAM específico para ligar e cortar o DNA. As duas novas variações de Cas9, denominadas SpG e SpRY, permitem a edição de seqüências de DNA com eficiência não alcançável com as enzimas CRISPR/Cas9 convencionais.

## Classificação
O sistema imunológico adaptativo CRISPR/Cas de procariontes se dividiu em duas classes distintas baseadas na organização do módulo efetor.
1. Os sistemas CRISPR/Cas de Classe 1 utilizam complexos efetores de múltiplas proteínas.
2. Os sistemas CRISPR/Cas Classe 2 utilizam efetores de proteína única.

Devido à complexidade da composição genética e arquitetura genômica dos sistemas CRISPR/Cas, qualquer critério de classificação único e abrangente é considerado impraticável, e assim uma abordagem "politetânica" baseada em evidências combinadas de análise filogenética, genômica comparativa e estrutural foi desenvolvido.
Com base nas duas classes distintas, o sistema CRISPR/Cas é dividido em seis tipos principais (tipo I - tipo VI). Dentro de cada tipo de sistema CRISPR/Cas, vários subtipos foram delineados com base em genes de assinatura adicionais e arranjos genéticos característicos.

### Classe 1
Os sistemas CRISPR/Cas de Classe 1 são definidos pela presença de um complexo efetor de crRNA polissubstituído e são divididos em 3 tipos e 15 subtipos. Os sistemas de Classe 1 representam cerca de 90% dos locos CRISPR/Cas e são encontrados em diversos filos bacterianos e arqueas. Inclui o mais comum e diversificado tipo I, tipo III, que é representado em numerosas archaea, mas é menos freqüente em bactérias, assim como o tipo IV raro, que inclui locos CRISPR/Cas rudimentares, sem o módulo de adaptação.
Além dos genes efetores, a maioria dos loci de classe 1 codifica as proteínas do módulo de adaptação Cas1 e Cas2, e múltiplas proteínas acessórias, como Cas4, transcriptase reversa, proteína contendo o domínio CARF (associado a Rossmann) e outros. Os sistemas tipo III e tipo IV freqüentemente não possuem genes modulares de adaptação e / ou matrizes CRISPR em seus respectivos loci. Todos os sistemas do tipo I também codificam DNA helicase Cas3, que é frequentemente fundido a um domínio de nuclease da família HD. As repetições dos sistemas de classe 1 são geralmente palíndricas. Em sistemas do tipo I, um motif adjacente protospacer (PAM), que varia entre os subtipos e está localizado a 5 ′ ou 3 ′ do espaçador (proto), é necessário para adaptação e interferência.

### Classe 2
Os sistemas CRISPR/Cas Classe 2 são definidos pela presença de um módulo efetor de crRNA de uma única subunidade e são divididos em 3 tipos e 18 subtipos. Os módulos efetores da Classe 2 consistem de uma única, grande, proteína multi-domínio, de tal forma que os respectivos locos CRISPR/Cas têm uma organização muito mais simples e uniforme do que os da Classe 1. Os sistemas Classe 2 representam cerca de 10% da CRISPR/Cas loci e são encontrados em diversos filos bacterianos, mas praticamente ausentes em archaea. Além das proteínas efetoras, a maioria dos locos genômicos da Classe 2 codifica a proteína do módulo de adaptação, Cas1 e Cas2, e proteínas acessórias, como a Cas4. Os loci de tipo II e tipo V-B também incluem tracRRNA (RNA de CRISPR trans-ativador), que é parcialmente complementar às repetições e está envolvido no processamento e interferência de RNA de CRISPR (cr). Alguns sistemas da Classe 2, no entanto, especialmente os do tipo VI, consistem apenas em um arranjo CRISPR e uma proteína efetora.

## História
CRISPR/Cas é efetivamente uma de ocorrência natural, um mecanismo antigo de defesa encontrado em uma vasta gama de bactérias. Em retrospecto, os pesquisadores provavelmente deveriam ter previsto que as bactérias e archaea teriam sistemas imunológicos sofisticados. Afinal de contas, os vírus são os mais abundantes agentes biológicos do planeta, causando cerca de 1023 infecções a cada segundo. De qualquer forma, no final dos anos 1960, Robert N. Yoshimori isolou de uma enzima chamada EcoRI. Outros cientistas logo mostraram como a enzima funcionava como um par de tesouras moleculares, a clivagem de DNA em uma única seqüência. Este tipo de corte permitiu colar juntos DNA circulares de vírus chamados plasmídeos, ou mesmo segmentos de genes humanos, e emenda-los juntos as extremidades do código.
Já na década de 1980, os cientistas observaram um estranho padrão em alguns genomas bacterianos. Essas repetições foram descritas pela primeira vez em 1987 por Yoshizumi Ishino e colegas da Universidade de Osaka, no Japão quando publicaram a sequência de um gene para a bactéria Escherichia coli para entender melhor como o gene trabalhava.  CRISPR evoluiu através da aquisição de fragmentos curtos de ADN derivado de fagos e linhagens novas com espaçadores que são resistentes a estes fagos.

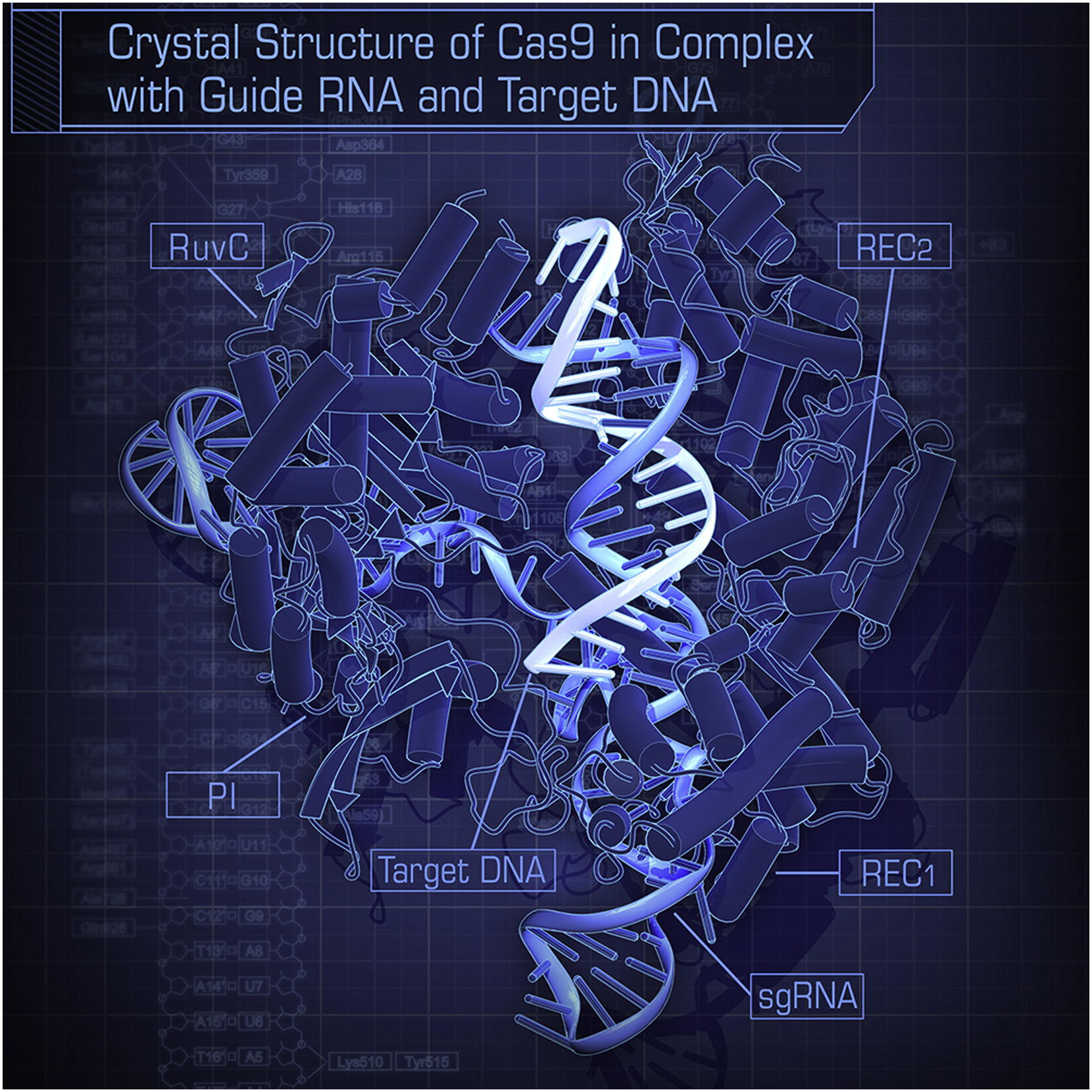
Estrutura cristalina de Streptococcus pyogenes Cas9 em complexo com sgRNA e o seu ADN alvo em resolução 2,5A˚.

As repetições de agrupamentos eram muito intrigantes até que os cientistas perceberam as sequências únicas, entre as repetições combinava com o DNA de vírus especificamente vírus que atacam as bactérias. Foi descoberto que CRISPR é uma parte do sistema imunológico das bactérias, a parte que mantém pedaços de vírus perigosos ao redor para que a bactéria possa reconhecer e se defender contra os vírus da próxima vez que eles ataquem. A segunda parte do mecanismo de defesa é um conjunto de enzimas chamadas Cas (CRISPR-associated proteins proteínas associadas ao CRISPR), que podem cortar precisamente DNA e cortam fora vírus invasores. Convenientemente, os genes que codificam o Cas estão sempre estacionados em algum lugar perto as sequências CRISPR.
Ficou imediatamente claro que este documento de 1987 serviria de base para cientistas interessados em compreender os mecanismos de sistemas de defesa adaptativas em bactérias e archaea, mas poucos anteciparam os impactos mais amplos de essas descobertas para novas aplicações na engenharia de genoma. Como as bactérias podem incorporar ADN exógeno em outras circunstâncias e até mesmo eliminar o DNA danificado de seu ambiente, CRISPR em um ambiente de laboratório para uma eventual utilização médica e não médica tornou-se uma ideia viável.  Há uma série de estudos publicados no início de 2000 discutindo a presença desses sistemas e investigando como eles funcionam.
A partir do ano 2000, repetições agrupamentos semelhantes foram identificadas em adicionais bactérias e archaea e foram denominadas "Repetições Curtas Regularmente Espaçadas" (em inglês: "SRSR"). "SRSR" foi rebatizado como CRISPR em 2002.  Um conjunto de genes, algumas proteínas nuclease ou  ADN helicase de codificação putativas, foram encontradas sendo associadas com repetições CRISPR (CAS, ou genes associados a CRISPR).

Os trabalhos dessa área estavam fazendo o que é chamado de ciência de base, ou a ciência fundamental, investigando algo para o bem da curiosidade ou interesse - não porque eles sabiam que a investigação teria um resultado prático ou rentável. Entretanto, estas observações conduziram à hipótese de que CRISPR são componentes centrais de um sistema imunitário adaptativo,  e em 2007 Barrangou forneceu a primeira demonstração de imunidade adaptativa em bactérias através da monitorização loci CRISPR em culturas desafiados por fagos de Streptococcus thermophilus. Antes de CRISPR/Cas, a engenharia para uma mutação nas células era cara e trabalhosa. Era comum tese inteira de um aluno ser mudar um gene.
Então, em 2012, foi publicado um artigo sobre esta nova técnica que iria permitir aos investigadores para alterar rapidamente o DNA de quase qualquer organismo - incluindo os seres humanos. Logo depois, vários pesquisadores abandonaram suas abordagens anteriores à modelagem de doenças  e adoptaram este nova técnica. Dr. Bruce Conklin, um geneticista, disse que seu laboratório foi em seguida, febrilmente alterar genes associados a várias doenças cardíacas.
Em 2012-2013, pesquisadores falavam que CRISPR/Cas estava causando uma grande reviravolta na investigação biomédica, tal como PCR, o método de amplificação do gene que revolucionou engenharia genética após a sua invenção em 1985. Ao contrário de outros métodos de gene de edição, é barato, rápido e fácil de usar, e se propagou através de laboratórios ao redor do mundo como resultado. Os pesquisadores esperam usá-lo para ajustar genes humanos para eliminar doenças, criar plantas mais resistentes, limpe patógenos e muito mais. Por exemplo, em 2014, pesquisadores na China relataram o nascimento dos primeiros macacos via bio-engenharia usando mutações direcionadas, uma conquista que poderia ser um trampolim para fazer modelos mais realistas de pesquisa de doenças humanas.
As tentativas anteriores para modificar geneticamente os primatas confiaram em métodos virais, que criam mutações de forma eficiente, mas em locais imprevisíveis e em números não controlados. Perspectivas para os primatas ficou ainda melhor com o surgimento do sistema gene Cas9 de edição de CRISPR, que utiliza trechos de RNA personalizáveis para orientar a enzima de corte de DNA, Cas9, ao local mutação desejada.  Mas, embora CRISPR/Cas tenha muito a oferecer, alguns cientistas estão preocupados que o crescimento do campo em ritmo alucinante deixe pouco tempo para o atendimento das preocupações éticas e de segurança em experimentos podem aumentar. O problema foi empurrado no centro das atenções em abril de 2015, quando surgiram as notícias de que cientistas haviam usado CRISPR/Cas9 para engenheiria embriões humanos.
Em 2017, uma equipe na China corrigiu mutações genéticas em células em três embriões humanos normais usando o CRISPR. Este foi o primeiro o resultado descrito da utilização de CRISPR/Cas em embriões humanos viáveis. Cientistas chineses usaram CRISPR/Cas9 em seres humanos pela segunda vez na história, injetando um paciente com câncer com genes humanos modificados na esperança de vencer a doença. Em junho do mesmo ano, um embriologista em Portland, também teria evitado problemas de edição incompleta e fora do alvo que atormentava tentativas anteriores chinesas.
Em 2018, pesquisadores injetaram seu sistema CRISPR/Cas9 em 15 zigotos de macacos rhesus. Eles descobriram que o nocaute MCPH1 foi bem sucedido em 13 dos embriões resultantes (a próxima fase de gestação, quando a célula começa a se dividir e crescer). Isso mostrou que a técnica deles funcionava como eles esperavam e não causa mutações acidentais em macacos. Por outro lado, dois estudos publicados em 2018 descobriram que a edição de células com CRISPR/Cas9 poderia aumentar a chance de que as células sendo alteradas para tratar doenças poderiam se tornar cancerosas ou desencadear o desenvolvimento de câncer em outras células. CRISPR pode melhorar a pontaria de alguns medicamentos contra o câncer que não atingem seu alvo.
O cientista chinês He Jiankui ficou conhecido em novembro de 2018, após ter anunciado que teria criado os primeiros humanos geneticamente modificados utilizando a técnica do CRISPR/Cas, causando questões sobre a ética de suas ações.
Em 2020, Emmanuelle Charpentier e Jennifer Doudna foram laureadas com o prémio Nobel da Química "pelo desenvolvimento de um método de edição de genoma"

## Aplicação

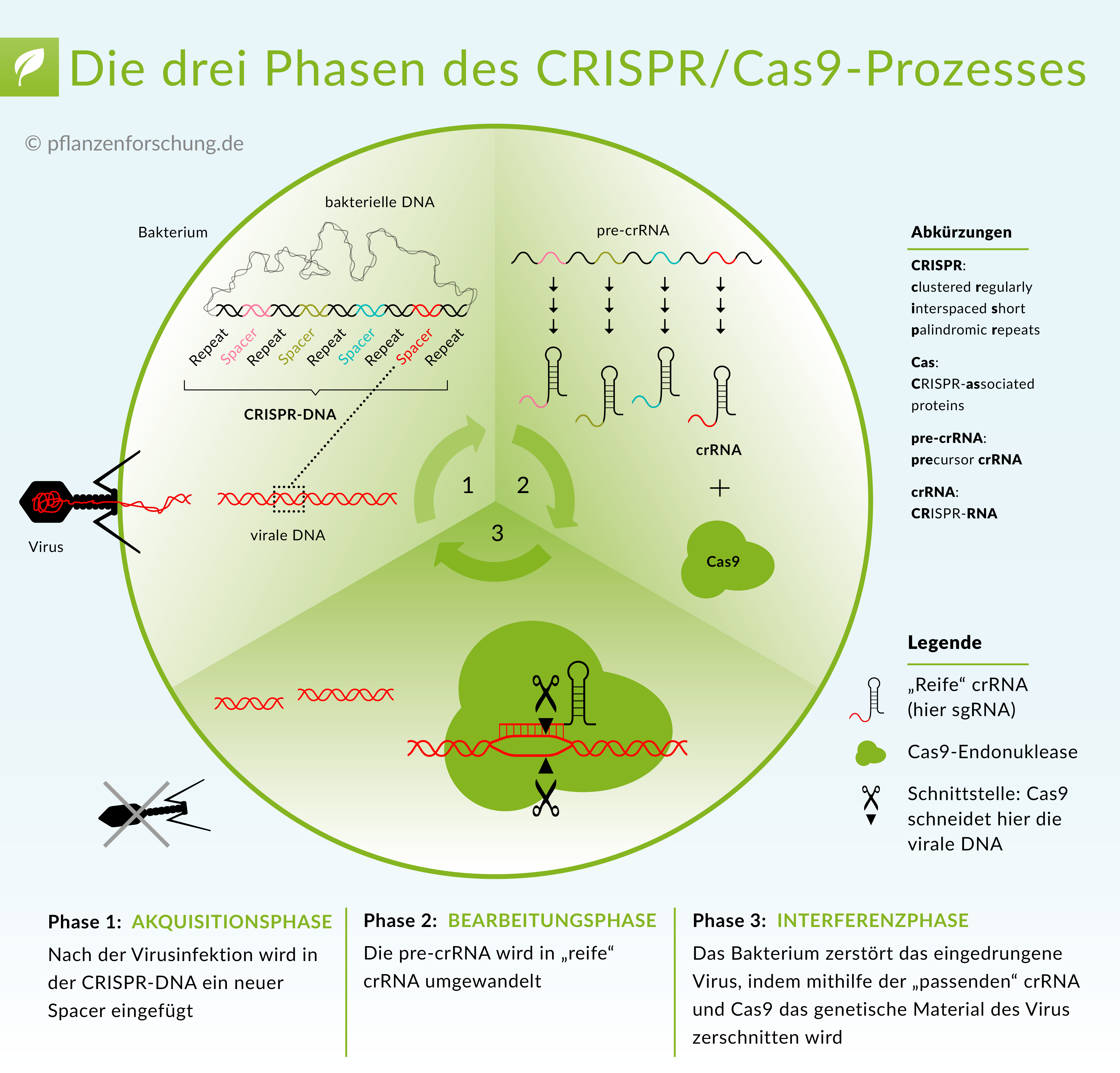
Visão geral das três fases do processo de CRISPR/Cas9 "por Doudna & Charpentier 2014 Ciência 346 (6213)"

Aplicações de CRISPR/Cas9 abrangem quase todos os setores envolvendo sistemas biológicos. Danisco.  Aplicações na agricultura têm obstáculos regulatórios mais baixos do que aplicação biomédica e alguns desses mercados estão previstos a produzir retornos sobre os investimentos muito rapidamente. Dow AgroSciences co-desenvolveu propriedade intelectual com Sangamo Biosciences para o desenvolvimento de culturas geneticamente modificadas utilizando Cas9, e Cellectis Ciências Vegetais está levando a tecnologia para as plantações. Pela primeira vez, em 2016, plantas modificadas com as "tesouras CRISPR/Cas9" têm sido cultivadas, colhidas e cozidas. A refeição foi um prato de macarrão que incluiu 300 gramas de repolho.
Além da exploração agrícola, os investigadores estão considerando como CRISPR/Cas9 poderia ou deveria ser implantado em organismos em estado selvagem. Grande parte da atenção tem-se centrado no método chamado um gene-guia, que pode varrer rapidamente um gene editado do meio de uma população. O trabalho está em um estágio inicial, mas tal técnica pode ser usada para acabar com os pernilongos ou carrapatos transmissores de doenças, eliminar plantas invasoras ou erradicar a resistência a herbicidas em caruru.  Da mesma forma, Recombinetics Inc. está usando TALENs, ZFNs e Cas9 para aumentar a produtividade no setor da pecuária.
CRISPR/Cas tem o potencial para se tornar uma força importante na ecologia e conservação, especialmente quando combinada com outras ferramentas de biologia molecular. Pode, por exemplo, ser utilizada para introduzir os genes que lentamente matam as mosquitos que espalham a malária. Ou os genes que colocam os freios na disseminação de espécies invasoras como ervas daninhas. Pode vir a ser o próximo grande salto na conservação ou melhoraria do meio ambiente e abrir toda uma nova caixa de riscos e recompensas.
Aplicações baseadas em Cas9 na indústria agrícola e segmentos de mercado para endonucleases Cas9 dentro dos setores da saúde humana estão experimentando um crescimento frenético. Estes mercados incluem: geneterapia, terapia celular e imunoterapia, o desenvolvimento rápido e eficiente de pesquisa de animais transgênicos, descoberta de medicamentos, bem como a validação de alvo e de triagem. Em junho de 2016, um comité consultivo do Institutos Nacionais da Saúde aprovou uma proposta para usar CRISPR/Cas9 para ajudar a aumentar terapias contra o câncer de pacientes que dependem de alistamento células T.

### Bebês projetados
CRISPR/Cas9 é uma maneira eficaz de manipular o genoma in vivo em animais, bem como em células humanas in vitro, mas algumas questões com a eficiência de entrega e edição significam que não é considerado seguro para uso em embriões humanos viáveis ou na células germinativas do corpo. Além da maior eficiência do NHEJ, é provável que o CRISPR possa introduzir DSBs em partes não intencionais do genoma, chamadas de efeitos fora do alvo.
He Jiankui foi um pesquisador pela universidade chinesa SUSTech, mas ele estava sob licença não remunerada desde fevereiro de 2018. Jiankui pesquisava sobre CRISPR/Cas na universidade. Em novembro de 2018, Jiankui revelou que havia editado o gene CCR5 em dois embriões humanos, com o objetivo de que os bebês não expressassem um receptor para o vírus HIV. As garotas, que o cientista chamou de "Lulu" e "Nana", nasceram poucas semanas antes do anúncio do cientista. A pesquisa foi duramente criticada, sendo considerado um experimento perigoso e prematuro por parte de Jiankui.

### Terapêutica
Ao longo dos últimos anos, o sistema CRISPR/Cas teve pequenos problemas para a sua utilização terapêutica potencial em terapia génica, com o CRISPR de ARN identificando o alvo da parte relevante de ADN e a proteína Cas clivando. No entanto, o grande problema era o fato de que, para Cas9 para ser eficaz, deveria primeiro ser capaz de entrar nas células-alvo de forma eficiente. Desde de 2015, uma equipe de pesquisadores da Carolina do Norte criou e utiliza um veículo em nanoescala composto de ADN para entregar o complexo edição CRISPR/Cas9 em células tanto in vitro e in vivo. Quando o nanoclew entra em contato com uma célula, a célula absorve o nanoclew completamente através de mecanismos típicos de endocitose. Os nanoclews são revestidos com um polímero carregado positivamente, com o fim de quebrar a membrana endossomal e libertar nanoclew no interior da célula. O complexos CRISPR/Cas9, em seguida, libertam-se da estrutura de ADN para abrir caminho para o núcleo. Uma vez que o complexo CRISPR/Cas9 atinge o núcleo, então, a edição do gene pode começar.
Editas Medicina foi fundada com o objetivo de desenvolver tratamentos que empregam CRISPR/Cas9 para fazer edições em pares de bases individuais e grandes segmentos de ADN. A empresa planeja usar CRISPR para coletar de células-tronco hematopoiéticas da medula óssea do paciente, corrigindo um ou mais genes defeituosos com CRISPR/Cas, e depois retornando as células a medula do paciente, que passaria então a produzir glóbulos vermelhos saudáveis. O seu objetivo para o tratamento de fibrose cística e anemia pela formação de células falciformes, cada um dos quais são causados por mutações de par de bases individual.   Dr. Bence Gyorgy, juntamente está trabalhando com cobaias, em um esforço para desenvolver abordagens baseadas CRISPR/Cas para tratar a doença de Alzheimer e para corrigir a forma genética de surdez. Por volta de agosto de 2015, a tecnologia era mais adequada para a destruição de versões de genes "maus" que causam a doença, mas os cientistas esperam que por volta de 2017, também será capaz de substituir essas versões normais com cópias saudáveis do gene.
Em agosto de 2015, pesquisadores da Harvard e do MIT descobriram que o "gene da obesidade" liga a dois outros genes que impedem gordura a ser queimada na forma de calor - um processo chamado termogênese. O estudo revelou que certas variantes no gene FTO fabrica células adiposas de pessoa menos susceptíveis de se tornarem do tipo que queimam energia, e mais provável que seja o tipo que a armazenam como gordura. Anteriormente pensava-se o gene estava relacionado com a obesidade através de efeitos sobre o cérebro relativos ao apetite e a propensão para o exercício. Mas os pesquisadores descobriram que as variantes na verdade amplificam a atividade de outros dois genes - IRX3 e IRX5 - que estão envolvidos em determinar que tipo de células de gordura são produzidas. Os pesquisadores demonstraram que é possível desativar esses genes utilizando a técnica CRISPR/Cas que corta fora o código de DNA "ruim" e o substitui pela seqüência correta.  Em testes, cientistas já foram capazes de reverter problemas genéticos que resultam em cegueira, puderam parar o avanço de células cancerígenas e até mesmo criaram organismos imunes ao vírus HIV. Também em agosto, os pesquisadores conseguiram explicar como uma variante de gene promotor de obesidade induz que algumas pessoas engordarem. Usando a ferramenta CRISPR/Cas, eles identificaram um interruptor genético que ajuda a governar o metabolismo do corpo. Os interruptores controlam se das células de gordura comuns queimam a energia, em vez de armazená-la como gordura.
Camundongos já foram usados como modelo na correção do gene mutante da distrofina, evitando o desenvolvimento de distrofia muscular e também no reparo do locus do receptor transmembranar da fibrose cística por recombinação homóloga de células-tronco intestinais cultivadas de pacientes humanos com esta doença, evidenciando a CRISPR como técnica promissora para a terapia genética em pacientes humanos. Os pesquisadores têm utilizado para tratar uma forma grave de distrofia muscular em camundongos. Eles empregaram CRISPR/Cas para cortar a parte de um gene defeituoso com distrofia muscular de Duchenne, permitindo que os animais a fazer uma proteína muscular essencial. A abordagem é a primeira vez que CRISPR foi entregue com sucesso por todo o corpo para o tratamento de animais adultos com uma doença genética.
Em 2016, cientistas curaram um defeito genético que causa a doença de olho chamada retinite pigmentosa usando a edição CRISPR/Cas9 em células-tronco pluripotentes induzidas derivadas de um paciente com a doença. Também em 2016, um homem na China foi injetado com células imunitárias modificadas que foram preparadas para combater o câncer de pulmão, o primeiro no mundo a receber sangue geneticamente modificado.
Nos Estados Unidos e na Europa, ensaios clínicos foram planejados para várias doenças humanas. Mais notavelmente, um estudo de Fase I / II de edição genética na Europa para beta-talassemia, um distúrbio hereditário do sangue que causa anemia que requer transfusões de sangue ao longo da vida. Em 2018, um teste CRISPR para anemia falciforme, outra doença hereditária do sangue causada por uma mutação que deforma os glóbulos vermelhos, está prevista.

### Controle de doenças
Resistência a doenças é uma das aplicações mais populares para CRISPR/Cas na agricultura, e os cientistas estão trabalhando em um amplo espectro de animais. Cientistas esperam que esta ferramenta possa ajudar a conter a perda dramática de abelhas em todo o mundo. Ao manipular os genes, as colônias são menos propensas a sucumbir a ácaros, fungos e outros agentes patogênicos O sistema criou CRISPR porcos que são resistentes a doenças virais, incluindo porcos com uma proteína mutada na superfície das suas células, o que deve torná-los impermeáveis a um vírus respiratório mortal. Os pesquisadores estão trabalhando em fazer bovinos resistentes aos parasitas tripanossoma que são responsáveis pela doença do sono.
Pesquisadores defendem que os sistemas CRISPR/Cas têm uma potencial cura para a resistência aos antibióticos usando a menos conhecida enzima, Cas3. Cas9 age como um tipo de tesoura genética, no entanto, Cas3 vai além de Cas9, visando o DNA de células bacterianas e, em seguida, mastigá-las para além do ponto de reparação. Esta ação transforma o sistema imunológico bacteriano baseado em CRISPR nele mesmo, provocando a morte da célula. Em 2018, Os cientistas desenvolveram uma técnica de edição de genes CRISPR que pode potencialmente corrigir a maioria das 3.000 DMD mutações.  CRISPR/Cas foi usado para tornar as galinhas resistentes a um vírus comum.
O cientista chinês He Jiankui alegou ter alterado o DNA das meninas gêmeas para torná-las resistentes ao HIV, em 2018, um movimento inovador que provocou questões éticas significativas em torno da edição de genes e dos chamados bebês projetados. A Comissão Nacional de Saúde da China ordenou que as autoridades "investigassem e verificassem seriamente" as alegações do doutor He.

### Espécie ameaçada
A técnica CRISPR/Cas9 é um dos métodos mais amplamente propostos para clonagem. O método tem sido aplicado às espécies ameaçadas e há vários esforços para trazer de volta o mamute-lanoso além de oportunidades com animais como ursos, e também em aves.
Pesquisadores da Universidade de Stanford criaram o primeiro coral geneticamente modificado usando o CRISPR para editar três genes em corais que crescem na Grande Barreira de Corais da Austrália. Dois dos genes são responsáveis pela coloração do recife e um está envolvido na regulação de como o novo coral se instala e cresce em um recife. Usando CRISPR demonstrou-se que os embriões resultantes continham os genes mutados. Os resultados sugerem que o CRISPR poderia ser usado para, eventualmente, ajudar os cientistas a manipular os genes para que possam se tornar mais resistentes ao branqueamento causado por estresses ambientais como o aquecimento global e a poluição.

### Lacticínios
Danisco (DuPont) foi um dos pioneiros na utilização comercial da tecnologia CRISPR/Cas para aumentar a imunidade viral em bactérias utilizadas para fazer iogurtes e queijo, mas outros mercados vêm emergindo rapidamente. DuPont utiliza CRISPR para desenvolver culturas naturais com uma estrutura interna de imunidade aos fagos que geralmente atacam durante a produção de queijo. Ao contrário das culturas utilizadas para rotações convencionais em fábricas lácteos fermentados, "CHOOZIT" são caracterizados pela suas idênticas funcionalidade permitindo que cada membro da rotação execute exatamente da mesma maneira. A única diferença reside na sua imunidade a fagos. Os principais benefícios incluem melhorias de produtividade, otimização de tempo de processo e minimização de "downgrades" de produtos, graças a inovação técnica CRISPR que permite a rotação de culturas, sem variabilidade indesejada.

### Pecuária
Dr. Scott Fahrenkrug de Recombinetics anunciou, em julho de 2015, que desenvolveu uma maneira de editar os genes de animais para mudar traços específicos, tanto para usos agrícolas e biomédicos. Ele desenvolveu uma forma de editar os genes de animais de fazenda para alterar características específicas. Ele podem editar o traço que faz crescer chifres no gado. Isso significa que uma vaca não nasce com chifres, e nunca precisa se submeter ao processo sangrento de descorna. Usando o método CRISPR/Cas, os investigadores podem fazer que uma parte pequena do genoma do gado leiteiro assemelhar-se o genoma de sem chifres gado Red Angus. Isso significa que eles podem remover seus chifres sem fazer quaisquer outras alterações genéticas. Um outro exemplo do uso de CRISPR para para mudar traços específicos é o caso do trabalho com células musculares em porcos. Os bovinos Belga Azul são enormes e fortes animais que fornecem excepcionalmente grandes quantidades de valorizado, cortes magros de carne, resultado de décadas de cruzamentos seletivos, porém, uma equipe de cientistas da China, através da edição de um único gene criaram o equivalente suíno utilizando o método TALENs de edição genética que, muito mais rapidamente, introduz uma mutação no gene da miostatina em células fetais de porco que faz com que células musculares se multiplicarem

### Agricultura
Cientistas de todo o mundo vêm tentando produzir trigo, a cultura mais comum do planeta, capaz de sobreviver a doenças causadas por fungos através da introdução de genes resistentes a doenças, mas, no passado, era difícil adicionar mais de dois ou três desses genes. de uma vez. Um estudo piloto, de 2018, sobre uma tecnologia inovadora chamada GAANTRY (Gene Assembly in Agrobacterium by Nucleic acid Transfer using Recombinase technologY) que pode inserir uma grande quantidade de múltiplos genes simultaneamente em plantas.
Cientistas desenvolveram um cogumelo na universidade da Pensilvânia, que não escurece. Esses cogumelos não serão regulamentados como organismos transgênicos, uma vez que não contém ADN exógeno e a edição genética CRISPR está movendo as plantações de tomate do campo para da cidade, ou mesmo para o espaço sideral.
O uso do editor CRISPR para melhorar certas variedades de culturas, como trigo e milho, permaneceu difícil por anos por causa das duras paredes celulares das plantas. Em 2019, uma grande empresa agrícola resolveu esse problema usando o pólen de uma planta geneticamente modificada para transportar os componentes CRISPR para as células de outra planta. A solução promete acelerar a criação de melhores e mais versáteis culturas.

### Armazenamento de imagens
Pesquisadores usaram o sistema imunológico microbiano CRISPR/Cas para codificar um filme no genoma da bactéria Escherichia coli. Para desenvolver esse sistema, no entanto, os pesquisadores tiveram que estabelecer um método para gravar centenas de eventos em uma célula. Eles exploraram a capacidade de capturar fragmentos de DNA de invasão de vírus e armazená-los em uma matriz organizada no genoma do hospedeiro. Na natureza, esses fragmentos visam uma enzima para cortar o DNA do invasor. O filme que os pesquisadores selecionaram consistiu em cinco quadros adaptados da série de "Locomoção Humana e Animal" do fotógrafo britânico Eadweard Muybridge. As fotos mostram uma égua chamada Annie G. galopando em 1887.

### Método de pesquisa
Esta tecnologia também permite aos cientistas pintar um cromossomo inteiro e olhá-lo ao vivo e realmente segui-lo no núcleo durante o ciclo celular ou como ele passa por transições de desenvolvimento, por exemplo, em um embrião, para ver como ele muda de tamanho e estrutura. O processo, que os cientistas se referem como "CRISPR-EATING" é relatado em um artigo da revista "Developmental Cell", que mostra, como prova de princípio, que os pesquisadores transformaram o genoma inteiro de uma bactéria comum do intestino E. coli para uma biblioteca de 40 mil guias de ARN que cobriam 88 por cento do genoma bacteriano.
Pesquisadores chineses relataram a edição os genomas de embriões humanos. Os resultados, que estão publicados na revista "Protein on-line & Cell", demonstraram um número surpreendente de mutações "fora de alvo" que se presume serem introduzidas pelo complexo CRISPR/Cas9 atuando em outras partes do genoma. Este efeito é uma das principais preocupações de segurança que rodeiam edição da linha germinaldo gene, porque estas mutações não intencionais podiam ser prejudiciais. As taxas de tais mutações foram muito superiores do que as observados em gene de edição de embriões de ratos ou células adultas humanas e confirmam rumores de que tais experimentos foram conduzidos. Isto provocou um debate, em abril de 2015, sobre as implicações éticas de tal trabalho.
Em setembro de 2015, pesquisadores da Universidade de Harvard e do Instituto de Tec. de Massachusetts desenvolveram uma nova abordagem que permite aos pesquisadores conseguir o uso de duas variantes da proteína Cas9 para executar qualquer passos de tarefas, edição ou regulação do gene usando um único Cas9 isoforme. A equipe de Harvard-MIT descobriu que o comprimento da sequência de ARN guia desempenha um papel fundamental na determinação do destino de Cas9, se ele apenas se liga ao ADN ou se extirpa o ARN também.  Este novo método CRISPR também pode ser utilizado na produção metabólica em grande escala de produtos químicos e combustíveis utilizando bactérias geneticamente modificadas, simultaneamente salvaguardando as biofábricas microbianas de infecção por agentes patogênicos estranhos.
Pesquisadores do Hospital de Câncer Infantil de Boston acreditam que as mudanças de um pequeno pedaço de ADN na região intensificadora do gene Linfoma/leucemia 11A de células B pode contornar o defeito genético que é subjacente á doença de células falciformes e possivelmente outras doenças do sangue como a talassemia. Numa tentativa de imitar e melhorar as variações naturais, os investigadores desenvolveram ferramentas de edição de genes à base de CRISPR para cortar sistematicamente pequenas as seções de ADN passo-a-passo ao longo de todo o comprimento do intensificador em células estaminais do sangue a partir de doadores humanos. A equipe em seguida deixou as células amadurecerem para células vermelhas do sangue e descobriram que a quantidade de hemoglobina fetal das células produzidas tinham aumentado drasticamente. Além disso, os cientistas descobriram um local específico no intensificador que, quando o cortado, conduz à produção de níveis elevados de hemoglobina fetal.
Uma equipe de cientistas conseguiu inativar o HIV geneticamente em camundongos, reduzindo a expressão do RNA viral em cerca de 60 a 90%. Em seguida, eles conseguiram usar o CRISPR em roedores infectados com um tipo de HIV equivalente ao humano.
Usando CRISPR, os pesquisadores criaram uma técnica para estudar o desenvolvimento de mamíferos que permite tomar o estágio final de desenvolvimento de um organismo modelo e de lá reconstruir uma árvore de linhagem completa até o estágio de célula única.
Em 2019, pesquisadores descobriram uma maneira de usar a ferramenta CRISPR/Cas9 em répteis.

## Ensaio clínico
Em 2019, na primeira série de ensaios clínicos, os cientistas estão usando CRISPR/Cas9 para combater o câncer e distúrbios sangüíneos em pessoas. Nesses testes, os pesquisadores removem algumas células de uma pessoa, editam o DNA e, em seguida, injetam as células de volta, agora esperamos que estejam armadas para combater as doenças. Os pesquisadores também estão preparados para ver como o CRISPR/Cas9 funciona dentro do corpo humano. Em um próximo teste, pessoas com uma cegueira herdada terão a tesoura molecular injetada em seus olhos.

## CRISPR optogenético
CRISPR optogenético é uma nuclease Cas9 ativada por luz que oferece aos investigadores maior controle espacial e temporal sobre a atividade de nuclease guiada por ARN. Assim, proporcionando extremamente preciso da edição de genes. Em células humanas, paCas9, um manipulado Cas9 fotoativável permite o controle optogenético da edição do genoma CRISPR/Cas9. O paCas9 consiste em fragmentos de Cas9 divididos e domínios de dimerização foto-indutíveis  denominados "ímãs". A atividade de edição do genoma pode ser desligada simplesmente apagando a luz e também a ativação de paCas9 em amostras espaciais determinadas pelos locais de irradiação.

## Ética e ações regulatórias
Em abril de 2015, quando os cientistas na China relataram a realização do primeiro experimento usando a edição CRISPR de genomas para alterar o DNA de embriões humanos, potencialmente afetando a linha germinal, inflamou ainda mais o protestos de cientistas que advertem que tal passo, atravessou uma linha ética. Este anúncio tocou os sinos de alarme éticos, não apenas religiosos obcecados e transgênicos cautelares, mas de um grupo de 18 proeminentes cientistas e especialistas em direito e ética que publicou uma carta pedindo uma moratória sobre alguns usos dessa tecnologia.
Os cientistas afirmam que a técnica de edição CRISPR pode modificar os genomas dos seres humanos e outras espécies de uma forma que poderia ter "efeitos imprevisíveis sobre as gerações futuras" e "implicações profundas para a nossa relação com a natureza".
Independente da controvérsia, em setembro de 2015, cientistas do Instituto Francis Crick pediram ao órgão regulador do Reino Unido de tratamento e pesquisa de fertilidade, para obter uma licença  para conduzir edição de gene CRISPR/Cas9 em embriões para um estudo de investigação sobre por que algumas mulheres têm aborto espontâneo, e em janeiro de 2016, a permissão para editar os genomas de embriões humanos para a pesquisa foi concedida para os cientistas em Londres.  A avaliação de ameaça global divulgada em 2016, pelo diretor nacional de inteligência dos EUA, colocou esta edição de genoma entre uma das seis ameaças listadas na seção sobre as armas de destruição em massa. Em 2017, a técnica com proteínas anti-CRISPR (que anulam o efeito de CRISPR/Cas9 utilizando proteínas que são produzidas por vírus bacterianos) foram descobertas e podem ser usadas em bactérias - como E. coli - bem como em células humanas modificadas. O anti-CRISPR tem o potencial de melhorar a segurança ea precisão das aplicações CRISPR tanto no uso clínico como na pesquisa básica; assim, reduzindo as principais preocupações éticas e a necessidade de ações regulatórias da técnica CRISPR.

## Direito de propriedade intelectual
Em abril de 2014, uma patente aberta, nos EUA, foi atribuída a Feng Zhang, um cientista do Instituto "Broad" MIT-Harvard que afirma ter descoberto a eficácia das CRISPR/Cas9 na edição de genes em células humanas. Zhang apresentou sua patente com a data de prioridade de dezembro de 2012. Apenas alguns meses mais tarde, o prêmio "Breakthrough" foi atribuído a J. Doudna e E. Charpentier pela contribuição para a descoberta de CRISPR. Doudner e Charpentier registraram uma patente com a data de prioridade de 25 de maio de 2012, que inclui 155 reivindicações, englobando inúmeras aplicações do sistema para uma variedade de tipos de células.
Todas as partes nesta disputa fundaram empresas de biotecnologia na corrida para desenvolver CRISPR como medicamento clínico viável. Zhang co-fundou Editas Medicine com Doudner antes desistir e vir a fundar Caribou Biosciences e Intellia Therapeutics. Charpentier é a fundadora da CRISPR Therapeutics, mas já vendeu os direitos dessa empresa. Feng Zhang ganhou os direitos de patente depois de apresentar provas de que ele foi o primeiro a elaborar editores de genes baseados em CRISPR.
Caribou Biosciences, uma empresa co-fundada por Jennifer Doudna, em 2016, passou a defender que a patente dela é diferente das patentes e pedidos de patentes que estão no centro da luta de patentes CRISPR que coloca o Instituto Broad do MIT e Harvard contra um grupo liderado por Doudna. Entretanto, em fevereiro de 2016, a Caribou e a Integrated DNA Technologies, Inc. (IDT), firmaram um contrato de licença não-exclusiva, em que Caribou concedeu direitos mundiais a IDT para comercializar os reagentes CRISPR/Cas9 sob a propriedade intelectual da Caribou.
Várias disputas surgiram por conta destes pedidos de patentes rivais. Mais de 100 patentes já foram pedidas por muitos cientistas que fazem uso da tecnologia CRISPR/Cas9. Isso pode levar muitos cientistas a violações de patentes cada vez que produtos CRISPR/Cas9 foram licenciados.
No início de 2017, o escritório de patentes dos EUA regularizou as patentes CRISPR em disputa. Em um julgamento de uma sentença, três juízes decidiram que "não há interferência de fato". Em outras palavras, as patentes CRISPR chaves, concedidas no início para a "Broad" (MIT-Harvard) em 2014, são suficientemente diferentes das patentes solicitadas pela UC. A decisão também teve grandes conseqüências para uma falange de companhia startups em biotecnológicas que correm para comercializar a tecnologia CRISPR.
Entretanto, para muitos pesquisadores a patente para CRISPR/Cas9 em si, dada a uma empresa, pode ser controversa. Uma vez que a tecnologia utiliza uma técnica que já existe em bactérias por milênios, parece ser "óbvio" para muitos cientistas que podem facilmente usá-la em seus laboratórios. Em um sentido CRISPR foi de fato "inventado" pela natureza e não por qualquer indivíduo, assim reivindicando uma patente sobre o mecanismo que seria um ato natural da bactéria. Respondendo a uma questão como essa pode ser uma grande dor de cabeça não só para o campo jurídico, mas também para a bioética e a filosofia.

## Investimento
Em 2015, Jennifer Doudna, um bioquímica da Universidade da Califórnia co-fundadora de "Editas Medicine", e sua colaboradora, Emmanuelle Charpentier do Centro Helmholtz para Pesquisa de Infecções na Alemanha, receberam $3 milhões de dólares cada uma pela invenção da revolucionária ferramenta para a edição de DNA CRISPR. Em agosto de 2015, Bill Gates e 13 outros investidores colocaram $120 milhões em "Editas Medicine" e em setembro, Intellia Therapeutics, que desenvolveu maneiras de corrigir os genes defeituosos com tratamentos de edição de genes para doenças do fígado e do sangue, recebeu $70 milhões de investidores.
O ODIN (ou "Open Discovery Institute"), um dos projetos do Indiegogo, tentando facilitar e incentivar a investigação em biologia sintética em casa, o "faça você mesmo", está vendendo kits completos de engenharia de genoma para que cientistas amadores e fãs possam experimentar a edição de repetições palindrômicas curtas de gene  por si próprios.